# Медаль «За труды по отличному выполнению всеобщей мобилизации 1914»
Медаль «За труды по отличному выполнению всеобщей мобилизации 1914 года» — государственная награда, считается последней медалью Российской империи. Учреждение связано с началом Первой мировой войны.

## Основные сведения
Медаль «За труды по отличному выполнению всеобщей мобилизации 1914 года» — медаль Российской империи для награждения лиц, принимавших участие в планировании и организации успешно и быстро проведённой мобилизации. Учреждена 12 февраля 1915 года императором Николаем II по положению Совета Министров. Указ был сообщён Сенату министром юстиции И. Г. Щегловитовым. Данная медаль считается последней медалью Российской Империи. Эта медаль, по-видимому, первая в мире награда, учреждённая в связи с мобилизацией армии.

## Порядок вручения
Награждались лица, которые в соответствии со своими служебными обязанностями принимали участие в планировании или осуществлении мобилизации. Также награждались перевозчики войск, военных и медицинских грузов. C 8 декабря 1915 года медали стали получать также лица, проводившие спортивную подготовку допризывной молодёжи. Медаль выдавалась бесплатно. Награждённые получали свидетельство на право ношения медали.

## Описание медали
Медаль сделана из светлой бронзы. Диаметр 28 мм. На лицевой стороне медали изображен портрет Николая II в профиль, без каких-либо надписей и регалий. На оборотной стороне горизонтальная надпись в пять строк:
ЗА ТРУДЫ
ПО ОТЛИЧНОМУ
ВЫПОЛНЕНІЮ ВСЕОБЩЕЙ
МОБИЛИЗАЦІИ
1914 ГОДА
В виду большого количества награждений, кроме Монетного двора, производилось изготовление медали и частными мастерскими. Отличались они, главным образом, деталями изображения. Нередко они имели позолоту. Основной тираж (50 000 экземпляров) был изготовлен на Санкт-Петербургском монетном дворе. Известен также фрачный вариант медали, диаметром 15 мм.

## Порядок ношения
Медаль имела ушко для крепления к колодке или ленте. Носить медаль следовало на груди. Лента медали — тёмно-синяя лента ордена Белого Орла. Это единственная медаль Российской империи, использовавшая эту ленту.